# Церковь Святой Великомученицы Варвары (Казань)
Церковь Святой Великомученицы Варвары (тат. Изге Барбара чиркәве) — православный храм в Вахитовском районе Казани.

## История
Точная дата постройки Варваринской церкви не известна (антиминс датирован 1781 годом). Храм был возведён в конце XVIII века, в то время, когда вся Казань отстраивалась после пугачёвского разорения. По преданию она была перестроена в 1779-80 гг. из загородного дома казанского вице-губернатора Кудрявцева. Во время пугачёвского бунта вице-губернатор, 98-летний старик, пытался укрыться от пугачёвцев в Богородицком монастыре, но был казнён мятежниками прямо на паперти собора.
Возможно, изначально церковь относилась к Арскому кладбищу, а после того как там был построен свой храм во имя Ярославских чудотворцев, Варваринская церковь стала приходской.

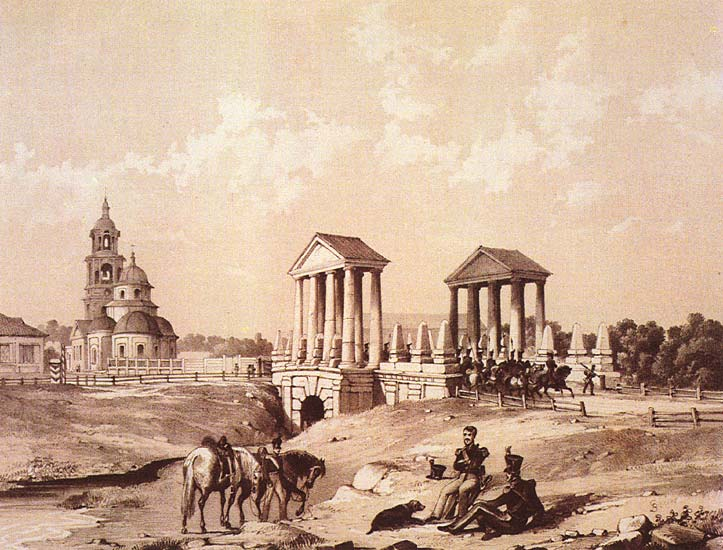
Вид на варваринскую церковь с сибирской заставы в 1840-е годы

В XIX веке Варваринская церковь находилась на окраине города рядом с Сибирским трактом и каменного с колоннами моста Сибирской (называемой также Арской, по направлению к ближайшему крупному городу) заставы, построенного в 1806 году по проекту архитектора Шелковникова. В настоящее время на этом месте соединяются улицы Горького и Маркса, на месте оврага — жилой дом. 12 июня 1774 года, после небольшого боя у моста Арской заставы, в город ворвался Емельян Пугачёв. По этому мосту проезжали мимо храма и бывали в нём А. Н. Радищев (1790), А. И. Герцен (1835), Н. Г. Чернышевский (1864), В. Г. Короленко (1884). На мосту встретились Бирон, возвращавшийся из ссылки по распоряжению Елизаветы Петровны, и Бурхард Миних, содействовавший ссылке Бирона в Сибирь, а теперь сосланный туда же.

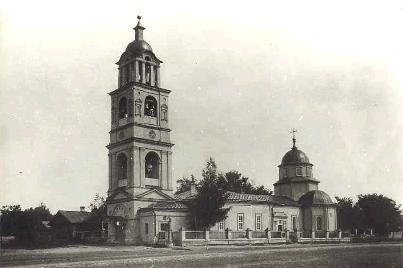
Варваринская церковь до реконструкции 1901—1907 годов

Архитектор первоначальной церкви неизвестен, по сохранившемся фотографиям — это был храм в стиле классицизма, с тёплым приделом во имя св. Жён-Мироносиц.
В 1901-07 гг. по проекту казанского епархиального архитектора Фёдора Николаевича Малиновского на средства, собранные прихожанами, был построен новый храм в русском стиле, включавший отдельные фрагменты старого храма XVIII века, в частности нижние ярусы колокольни. Внешний облик храма сходен с церковью Евфимия Великого и Тихона Задонского Седмиезерной пустыни, также построенных архитектором Малиновским. Сочетание разновеликих арок, сводов, оконных проёмов создаёт неповторимый уютный храмовый интерьер с замечательной акустикой, что свойственно всем творениям Малиновского (собор в честь иконы Божией Матери «Всех скорбящих Радосте» Иоанно-Предтеченского монастыря в Свияжске 1898—1906, Храм Сошествия Святого Духа на Апостолов (с. Ачи) 1886—1896 гг., Храм святителя Гурия Казанского (с. Ташкирмень) 1895, Храм в честь свв. первоверх. апп. Петра и Павла (с. Бахта) 1912—1917 гг., Собор в честь Живоначальной Троицы в Раифском монастыре 1910 г., соборный храм Троицкого женского монастыря в Лаишево и др.).
В ходе реконструкции была увеличена высота колокольни с 16 до 22 саженей. С 34 до 46 метров. При этом колокольня в отличие от других колоколен города Казани не выглядит массивной за счёт применённых архитектурных решений начала XX века, а также за счёт существенно меньшей массы колоколов.
Варваринский храм помнит многих знаменитых людей: в 1880-х гг. в церковном хоре пел Федор Иванович Шаляпин. 2 февраля 1864 г. здесь венчались Николай Евгеньевич Боратынский, сын великого поэта, и дочь известного востоковеда Александра Касимовича Казембека Ольга Александровна Казем-Бек. 25 апреля 1903 г., уже в период перестройки старой церкви, в Варваринской церкви был крещён будущий поэт Николай Заболоцкий. В 1914 году в храме была крещена Ия Фешина — американская балерина, арт-терапевт и искусствовед, дочь и натурщица художника Николая Фешина.
После революции 1917 года в Варваринской церкви часто служил временно управляющий казанской епархией епископ Анатолий Грисюк, который жил во флигеле Духовной академии неподалёку.
Последним настоятелем Варваринской церкви вплоть до закрытия храма в 1930 году был профессор Казанской духовной академии и Казанского университета (1914—1918), ректор недолго существовавшего Богословского института (1921—1923) протоиерей Николай Васильевич Петров.
В 1929 году в газете «Красная Татария» появилась статья «Очаг мракобесия в районе трёх вузов», с призывом к скорейшему закрытию храма, расположенного рядом с пединститутом и сельхозакадемией. После студенческих собраний в трёх институтах с требованием закрыть храм, 16 января 1930 года решением Президиума ЦИК ТССР по представлению НКВД Варваринская церковь была закрыта, протоиерей Николай арестован и сослан за «антисоветскую деятельность».
Старинную храмовую икону св. Варвары и образ Жен Мироносиц из одноимённого придела верующим удалось сохранить.

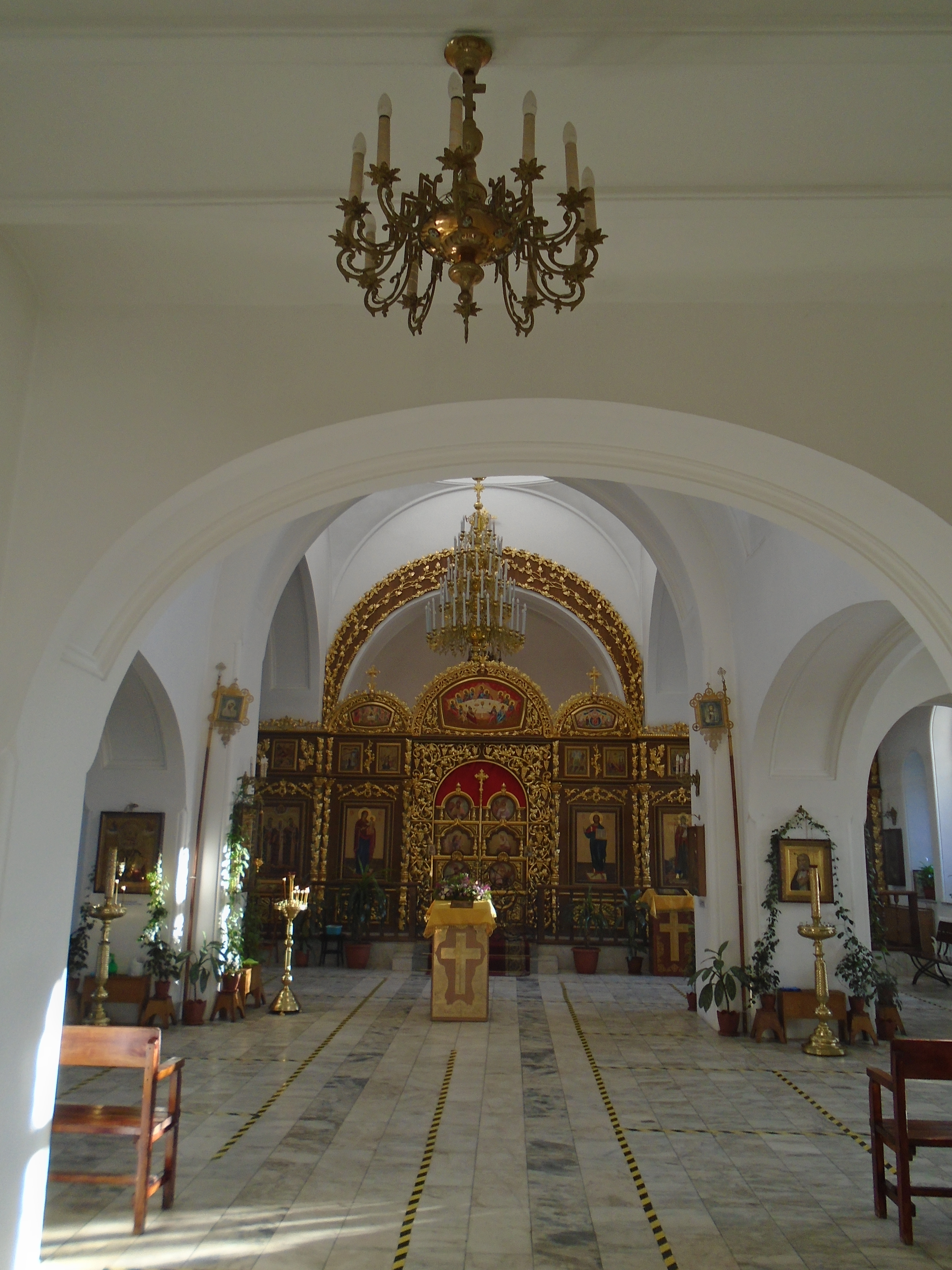
Интерьер храма в 2020 году

В советское время в храме размещались клуб рабочих трамвайного парка, кинематограф, протезная мастерская.
В 1963 году в храме разместили кафедру компрессоров и пневмоагрегатов Казанского химико-технологического института, главный корпус которого расположен неподалёку.
В 1994 году храм вернули Церкви. Тяжёлое оборудование лаборатории было вмонтировано так, что после его выноса пришлось капитально ремонтировать пол и часть фундамента. Были восстановлены купола и кресты, обустроен интерьер храма.
17 декабря 1994 года, в престольный праздник (день святой великомученицы Варвары), в храме был совершён первый в его современной истории молебен.